# کاکائو ام
کاکائو ام (انگلیسی: Kakao M) شرکت سرگرمی کره‌ای است، که در سال ۱۹۷۸ تأسیس شد.